# Distretto di Kaliua
Il distretto di Kaliua è un distretto della Tanzania situato nella regione di Tabora. È suddiviso in 24 circoscrizioni (wards) e conta una popolazione di 678 447 abitanti (censimento 2022).

## Suddivisione amministrativa
Il distretto è diviso nelle seguenti circoscrizioni (wards), tra parentesi gli abitanti (censimento 2022):
1. Ichemba (5 177)
2. Igagala (46 097)
3. Igombe Mkulu (30 376)
4. Igwisi (72 409)
5. Ilege (10 208)
6. Kaliua (16 270)
7. Kamsekwa (24 954)
8. Kanindo
9. Kanoge (5 332)
10. Kashishi (22 487)
11. Kazaroho (13 041)
12. Kona Nne (14 863)
13. Makingi (7 717)
14. Milambo (36 306)
15. Mkindo (Kanindo) (29 582)
16. Mwongozo (11 963)
17. Nhwande (16 713)
18. Sasu (10 645)
19. Seleli (21 643)
20. Silambo (18 969)
21. Ufukutwa (18 131)
22. Ugunga (22 507)
23. Ukumbisiganga (20 522)
24. Usenye (14 721)
25. Ushokola (27 005)
26. Usimba (6 436)
27. Usinge (69 774)
28. Uyowa (41 656)
29. Zugimlole (42 943)